# José de Sagarmínaga

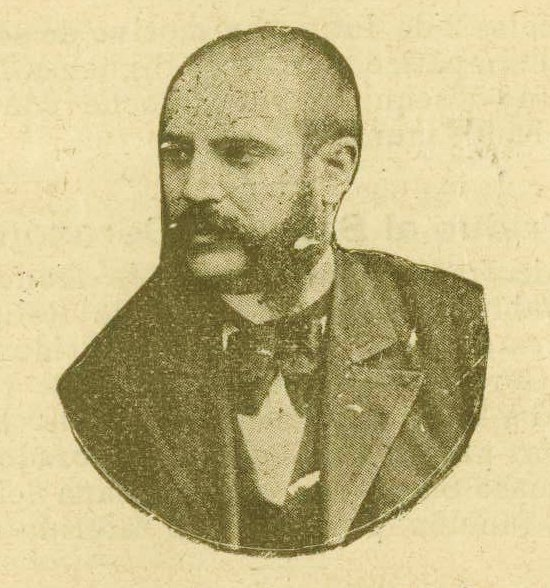
José Sagarmínaga Sáez. Flores y Abejas, 6 de junio de 1897.

José de Sagarmínaga (1855-Guadalajara, 29 de mayo de 1897) fue un político y abogado español. 

## Biografía
Era hijo de Leonardo Sagarmínaga López y de Nicasia Sáez Mayor, oriundos de Santo Domingo de la Calzada, y falleció en la capital alcarreña el 29 de mayo de 1897. Se casó con Felipa Sagarmínaga Delgado, natural de Loranca de Tajuña, con la que tuvo tres hijos, de los que sólo le sobrevivió su hija María del Pilar.
Siendo estudiante de derecho se alistó en las tropas de Carlos VII durante la tercera guerra carlista. Fue hecho prisionero y condenado a muerte, aunque le fue conmutada la pena capital por la de deportación a la isla de Puerto Rico. Acabado el conflicto bélico, retornó a la Península y concluyó sus estudios de leyes en la Universidad de Valladolid.
Afincado en Guadalajara, donde su familia había sido desterrada, ejerció la abogacía con éxito y se dio a conocer públicamente en 1886 con un vehemente discurso pronunciado desde el balcón del Ayuntamiento arriacense con motivo del incidente de las Islas Carolinas, una posesión española del Océano Pacífico reclamada por Alemania en 1885. En 1891 fue elegido como primer presidente del Ateneo Instructivo del Obrero.

### Político carlista
Devuelto el Carlismo a la legalidad en 1881 por el gabinete liberal de Práxedes Mateo Sagasta, los carlistas de Guadalajara se encontraron sin un jefe político de renombre, pues desde el final de la tercera guerra carlista, en febrero de 1876, habían abandonado sus filas sus jefes más reconocidos: los abogados Manuel María Vallés y Juan Carrasco, el historiador Juan Catalina García López, el obispo Narciso Martínez Izquierdo...
Fue entonces José de Sagarmínaga quien tomó el relevo y animó la reorganización del partido carlista en tierras alcarreñas con éxito notable: en 1895 ya había en la provincia de Guadalajara 129 juntas jocales. Los carlistas, además, contaban con otros dirigentes de prestigio: Claro Abánades y Benigno Bolaños «Eneas» en el Señorío de Molina, Miguel Rodríguez de Juan y Agapito Frías en Guadalajara, Severiano Andrés en Sigüenza… Y publicaron diversas cabeceras de orientación carlista, entre las que podemos destacar, en la ciudad de Guadalajara, La Verdad y El Padre Arriaco. José de Sagarmínaga se presentó como candidato a diputado a Cortes por Brihuega en 1893 y a concejal de Guadalajara en 1895, sin que fuese elegido en ninguna de las dos ocasiones.